# Comtat de Melun
El comtat de Melun fou una jurisdicció feudal de França centrada a Melun.
Donat I de Melun († abans 866), fou comte de Melun vers 830 i missus dominicus a la regió de Sens. Se suposa que podia ser un rorgònida, fill de Gauslí I del Maine i la seva dona Adeltruda (pare de Rorgó I del Maine). Es va casar a Landrada filla probablement de Bigo de París, i va tenir sis fills dels que el gran Gauslí, i el tercer Hug, foren comtes de Bassigny, i el jove, Robert, bisbe de Mans (vers 857-883). El 834 els seus honors li foren confiscats per Lluís el Pietós per haver seguit el partit de Lotari I, però després els va recuperar. El 837 apareix com a missus dominicus a la regió de Sens amb el seu oncle Jeremies arquebisbe de Sens i el 853 tornava a ser missus amb un comte de nom Odó o Eudes i l'arquebisbe de Sens Weniló (o Ganeló). Fou partidari de Carles el Calb però el 858 es va passar amb altres nobles neustris a Lluís el Germànic. Va morir vers el 866.
El comtat va arribar un segle després a Elisabet de Melun (d'ancestres desconeguts) que es va casar amb Hamó comte de Corbeil, i quan va enviudar es va casar amb Bucard I el Venerable, comte de Vendôme (vers 960-1005) que després fou comte de París (987). Bucard va crear el vescomtat de Vendòme i mig segle després es formarà també el vescomtat de Melun.